# Sirgora
Sirgora é uma vila no distrito de Chhindwara, no estado indiano de Madhya Pradesh.

## Demografia
Segundo o censo de 2001, Sirgora tinha uma população de 8485 habitantes. Os indivíduos do sexo masculino constituem 52% da população e os do sexo feminino 48%. Sirgora tem uma taxa de literacia de 63%, superior à média nacional de 59.5%: a literacia no sexo masculino é de 72% e no sexo feminino é de 54%. Em Sirgora, 14% da população está abaixo dos 6 anos de idade.